# Куриџина буна
Куриџина буна се одвијала 1704. године, у Далмацији под млетачком влашћу. Покренуо ју је православни поп Петар Јагодић Куриџа, парох Петрове цркве у Биовичином Селу. То је била буна сиромашног српског народа против млетачке власти, односно скупљача „дециме“ (пореза).
Буна је букнула у Буковици и проширила се на Равне Котаре. Осим Куриџе, међу устаницима су се истицали жегарски главар Илија Нанић и биоградски главар Жабетић. Иако је Куриџа позивао и становништво книнског, дрнишког, скрадинског и шибенског краја на устанак, он се није проширио источно од Крке. Побуњеници су нападали скупљаче дециме, све оне који се нису прикључили буни, а забранили су и увоз намирница из задарског залеђа у град. Од народа су скупљали новац за потребе буне.
Млетачки генерални провидур, Марин Зане, за вријеме буне је боравио у Сплиту. Заповједио је свом замјенику, задарском капетану, да под пријетњом најстрожих казни позове народ да одустане од насиља и да своје тегобе изложи власти. На тај је позив 7.000 оружаних бунтовника под вођством седамдесеторице главара дошло пред Задар и позвало котарског пуковника кнеза Поседарског и сердаре Радасовића, Смиљанића и Спингарола на преговоре у Црно. Након преговора је Зане добио извјештај од сердара. Послао је сердаре назад да запријете побуњеницима најстрожим казнама.
Млетачка република није у Далмацији имала довољно оружане снаге да угуши устанак. Због тога је провидур Зане постепено придобијао главаре, позивајући их на разговоре у Сплит, гдје су добијали разна обећања. На крају су остали досљедни само Куриџа, Нанић и Жабетић, који су се склонили у Лику.
Марин Зане је напустио управу над Далмацијом 1705, а на његово мјесто је дошао нови провидур, Ђустин да Рива. Њему се из прогонства обратио Куриџа са молбом да саслуша изгнанике. Након што је примио сву тројицу и саслушао их, вратили су се кући и нису били узнемиравани. Међутим, доласком новог провидура, Винћенца Вендрамина, Куриџа је ухапшен 1708. и бачен у тамницу наредних 40 година. Умро је убрзо након пуштања, стар, изнемогао и скоро слијеп. Нанић и Жабетић су били помиловани, вјероватно због потребе рата са Турцима.